# Juan Grela
Juan Grela (San Miguel de Tucumán, 25 de junio de 1914-Rosario, 11 de noviembre de 1992) fue un pintor y grabador autodidacta argentino.

## Biografía
Nació en la ciudad de San Miguel de Tucumán (a 1250 km al noroeste de Buenos Aires), de padres españoles ―Juan Grela y María Guerrero―. Su hermano menor fue Plácido Grela (1917-1993), que se convertiría en una destacada figura de la cultura provincial y nacional como poeta, periodista, escritor e historiador.
En 1924 ―cuando tenía 10 años de edad―, se mudó con su familia a Rosario.
En 1932, a los 18 años, Juan Grela comenzó a pintar al aire libre.
Según su biógrafo Ernesto Rodríguez, sus verdaderos maestros de pintura fueron El tratado del paisaje, de André Lothe y Universalismo constructivo, del uruguayo Joaquín Torres García (1874-1949, quien más tarde le daría clases particulares), y aprendió la técnica del grabado en metal a través del libro El grabado, historia y técnica, del artista rosarino Gustavo Cochet (1894-1979).
En 1935 integró la Mutualidad de Estudiantes y Artistas Plásticos ―institución educativa de avanzada, orientada hacia las vanguardias estéticopolíticas― fundada por el pintor rosarino Antonio Berni (1905-1981) a partir de la escisión del ala izquierda de la agrupación artística Refugio.
Berni se convertiría en el primer maestro de Grela en la técnica del claroscuro.

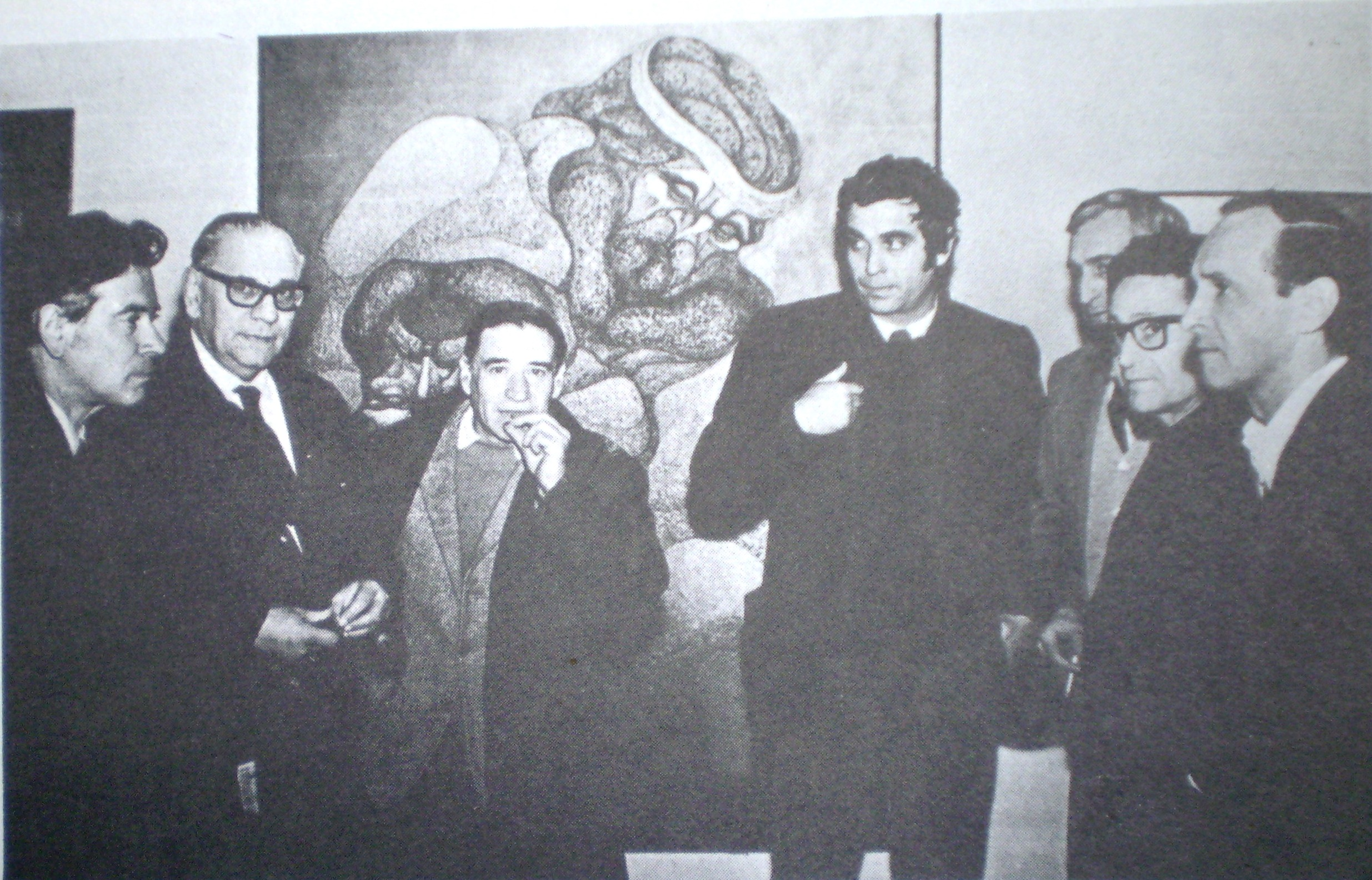
Leopoldo Presas, Luis Seoane, Santiago Cogorno, Carlos Alonso, Pedro Pont Verges, Juan Grela y Ricardo Carpani.

En este primer período, en que se vio influenciado por la Mutualidad, fue realista con características expresionistas y sociales, cuerpos de gran tamaño, efecto logrado con las exageraciones de la perspectiva en escorzo.
En 1940 ―a los 26 años de edad― se afilió al Partido Comunista Popular (una escisión del Partido Comunista) y se casó con Haydée Aíd Herrera, estudiante de pintura como él. Vivían en bulevar Rondeau 2015 (en Pueblo Alberdi, a 6 km al norte de la ciudad de Rosario. El 13 de agosto de 1941 nació su primer y único hijo, Dante (quien se convertiría en un importante compositor de música orquestal y electroacústica). Grela mientras tanto trabajaba como peluquero de barrio (hasta 1954).
En esa época creó varios retratos de su esposa Aíd junto con su hijo Dante, reposando tranquilamente sobre el pasto, en un fondo de paisaje profundo.
Los días lunes ―día de descanso en la peluquería―, Grela tomaba la lista de profesionales en la guía de teléfonos, los organizaba por zonas, y los visitaba.

Me hacía anunciar como el pintor Grela ―pintor que, por supuesto, en todos los casos no conocían―; a veces me hacían pasar, otras no; en algunos casos me compraban, en otros no. Yo vendía mis óleos, dibujos, acuarelas, témperas y grabados a cualquier precio.
Juan Grela

Entre 1942 y 1945 participó en la Agrupación de Plásticos Independientes.
En 1943 tomó una sola clase orientativa ―en la ciudad de Santa Fe, a 170 km al norte de Rosario― de xilografía con José Planas Casas.
Su esposa, la pintora y grabadora Haydée Aíd Herrera, tuvo un rol decisivo en su vida artística ―desde el ingenio necesario para rebuscar los elementos de trabajo, en un contexto de dificultades económicas, hasta tomar las decisiones que le permitían tener más tiempo libre para dedicarse a la pintura.
Grela contaba que su esposa hacía ella misma la pintura, mezclando aceite comestible de maíz con colores de cal, y creaba la tela con bolsas de arpillera sobre armazones de madera de cajones de verdulería, también hacía cartones de cajas preparados con cola y tiza; dibujaban sobre papeles de envolver, y preparaban la carbonilla quemando trocitos de ramas de sauce.
Según cuenta la curadora Nancy Rojas en su monografía (2007) acerca de Grela, entre 1947 y 1948, Grela entró en contacto con artistas plásticos comunistas que se enfrentaban de manera diferente frente a la dicotomía entre la figuración y la abstracción: el brasileño Cándido Portinari y los representantes del argentino Movimiento Arte Concreto-Invención (entre ellos, Alfredo Hlito [1923-1993], quien le influenciaría grandemente).
En 1948, comienzan a reunirse un grupo de artistas locales, entre los que está Grela, todos unidos por ideales semejantes de libertad y la valoración de la cultura popular. Desde Rosario, una ciudad del interior, propusieron un arte comprometido con su geografía y problemáticas propias de la región, creando finalmente el Grupo Litoral; llegando a conformar una nueva tradición realista pero "moderna y autóctona".
Juan Grela junto con Leonidas Gambartes fueron los referentes regionales, le suministraron a sus obras los puntos claves de la mirada.
Juan Grela consideraba como su maestro al pintor uruguayo Joaquín Torres García, y admiraba a los pintores Augusto Schiavoni y el francés Paul Cézanne.
En 1954 su esposa Aíd lo convenció de abandonar la peluquería ―trabajo que le absorbía todo el día― y abrir una librería, que ella atendería (mientras pintaba en los pocos ratos libres que le quedaban entre atender la librería doce horas al día, y cuidar de su familia como ama de casa). Este negocio duraría siete años.
En 1958, Emilio Ellena editó una carpeta de reproducciones de su obra con un prólogo de Roger Plá.
Ese mismo año Grela se distanció del Grupo Litoral (con el que mantenía reuniones desde diez años antes), debido a su ruptura con el realismo.
Entre el 9 y el 31 de mayo de 1959 se realizó una exposición retrospectiva en el Museo Provincial de Bellas Artes Rosa Galisteo de Rodríguez (en la ciudad de Santa Fe).
En 1961 cerró la librería ―que atendía principalmente su esposa Aíd― para dedicarse definitivamente al arte.
En esa época descubrió un compás para dibujar secciones áureas, que le produjo una profunda convulsión artística. Grela contaba que al hallar el compás abandonó para siempre el Partido Comunista y hasta cambió la manera de firmar.
(Grela se lo legaría al morir a su alumno Emilio Ghilioni).
Fundó el Grupo de Grabadores Rosarinos «Arte Nuevo».
Ejerció la docencia en dibujo, pintura y grabado, tanto de manera independiente (en su propio atelier) como invitado en el ámbito universitario y en centros de arte oficiales o privados.
Fue conferencista y dedicó muchos años de su vida al estudio y a la investigación artística, siendo autor de trabajos exegéticos, como los dedicados al Guernica del pintor español Pablo Picasso (1881-1973), que fue la base de sus conferencias en la Facultad de Filosofía de la UBA (Universidad de Buenos Aires), en el Instituto de Historia del Arte y en la Asociación Ver y Estimar.
En su casa-taller, por donde pasaron varias generaciones de artistas, Juan Grela realizó una importante labor docente.

Usted lo que tiene no es el museo del Louvre o el Museo de Arte Moderno de Nueva York. Usted lo que tiene es el Museo Castagnino y el Estévez, que son de su lugar. Si usted no conoce esos museos, puede haber ido a cualquier parte del mundo pero no sabe lo que es el medio en el que está viviendo.
Juan Grela

Falleció en Rosario en 1992.
A fines de los años 2010, su obra El moncholo (1944) ―que muestra a su esposa Aíd con su hijo Dante― está reproducida en tamaño gigante sobre la pared de un alto edificio de Rosario (en la esquina de San Lorenzo y Corrientes).
En 2007 y en 2011 hubo dos exposiciones retrospectivas en el Museo Castagnino.
En 2013, el artista plástico rosarino Rodolfo Perazzi ―quien fuera discípulo de Grela― realizó el montaje de una obra importante de Grela: La mural (creada entre 1971 y 1989). El propio Perazzi ayudó a Grela en la realización del mural entre 1983 y 1989. Este ensamblaje se expuso en el Parque de España (en la costa de Rosario sobre el río Paraná), junto con otras obras de Grela y un retrato pintado por la grabadora y pintora Haydée Aíd Herrera, quien fue mucho más que una musa o amantísima compañera de Grela.

## Premios[4]
- 1941: Premio Salón de Rosario
- 1942: Premio Salón de Rosario
- 1942: Premio Adquisición "Consejo Municipal de Cultura" en el I Salón del Litoral
- 1944: Premio Adquisición "Intervención Nacional de la Provincia de Santa Fe" en el Salón Anual de Artistas Rosarinos
- 1945: Premio Salón de Rosario
- 1948: Premio Adquisición "Cámara de Diputados de la Provincia" en el XXIV Salón Anual de Santa Fe
- 1948: Premio "Cecilia Grierson" en el XXXVIII Salón Nacional de Buenos Aires
- 1951: Premio Adquisición "Ministerio de Justicia" en el XLI Salón Nacional de Buenos Aires
- 1957: Premio "Franz Van Riel" en el XXXIX Salón "Sociedad de Acuarelistas y Grabadores".
- 1982: Premio "Emilio Pettoruti" del Fondo Nacional de las Artes.[8]
- 1986: Premio Rosario de la Fundación Castagnino.[8]

Para mí pintar es vivir, porque el pintor pinta con la vida.
Juan Grela